# Heinkel He 519
Heinkel He 519 byl projekt německého rychlého jednomotorového bombardéru z roku 1944, který měl dosahovat větší maximální rychlosti než soudobá bombardovací letadla spojeneckých sil ve druhé světové válce. Vycházel z typu Heinkel He 119, měl být osazen 24válcovým kapalinou chlazeným motorem Daimler-Benz DB 603. V projektu byl angažován konstruktér Heinkelu Siegfried Günter. Nepříznivě se vyvíjející situace pro Třetí říši donutila společnost zaměřit se na probíhající výrobu a projekt byl opuštěn.